# NGC 1514
NGC 1514 es una nebulosa planetaria en la constelación de Tauro. Descubierta el 13 de noviembre de 1790 por William Herschel, fue descrita por él como un "fenómeno singular". Hasta entonces Herschel estaba convencido de que todas las nebulosas eran estrellas demasiado lejanas para ser resueltas, pero en este objeto observó "una estrella con una atmósfera débilmente luminosa de forma circular". Fotografías tomadas por Luboš Kohoutek en 1968 mostraban dos condensaciones brillantes casi simétricas dentro de la nebulosa en dirección noroeste y sureste.
La estrella central de esta nebulosa difiere de la que se encuentra en otros objetos de este tipo: marcadamente brillante (magnitud aparente +9,3) muestra un espectro de tipo O así como características espectrales de una estrella de tipo A0 III. Actualmente se piensa que es una cubierta elipsoidal con gotas brillantes en su interior a lo largo del eje polar. Se cree que la nebulosa proviene de una cubierta común de una estrella binaria. Se estima que el período orbital del sistema es de unos 10 días con una masa inicial de la estrella progenitora en torno a 4,5 masas solares. Presumiblemente el gas escapa de la estrella más grande del sistema.